# Дянко Стефанов (БКП)
Дянко Стефанов Колев е български политик от първата половина на ХХ век, деец на БКП в Русенски и Разградски окръг.

## Биография
Дянко Стефанов е роден около 1920 г. в село Ярдъм, Поповско, като по-късно е жител на село Калово, Разградско. Обучава се в Разград до закриването на местното гимназиално училище, след което продължава образованието си в Шумен. Активен член на РМС, през март 1939 г. Стефанов е арестуван и осъден на 6 години лишаване от свобода, от които прекарва три и половина в Шуменския и Сливенския затвор.
Дянко Стефанов е избран за секретар на Окръжния комитет на БКП в Русе и отговорник за работата сред младежите. Обикаля поместните партийни организации нелегално под прикритието на застрахователен агент и настоятел на издателство. Осъден е на смърт задочно през 1942 г. Арестуваният му сподвижник Любен Йорданов след изтезания издава адреса на нелегалната квартира на Стефанов в София. Дянко Стефанов е арестуван, конвоиран до Русе, разпитван и в крайна сметка разстрелян при село Долапите на 7 октомври 1943.

## Памет
На 2 септември 1969 г. е обявен за почетен гражданин на Разград по повод 25-тата годишнина от 9 септември 1944 г.
Днес едно от селата, в които Дянко Стефанов развива активна ремсистка дейност, носи неговото име. С указ № 290/обн. 23 юни 1950 г. се преименува село Калово на село Дянково.
Дълги години стадионът на спортното дружество Лудогорец също носи името на Дянко Стефанов.